# Drum Tao

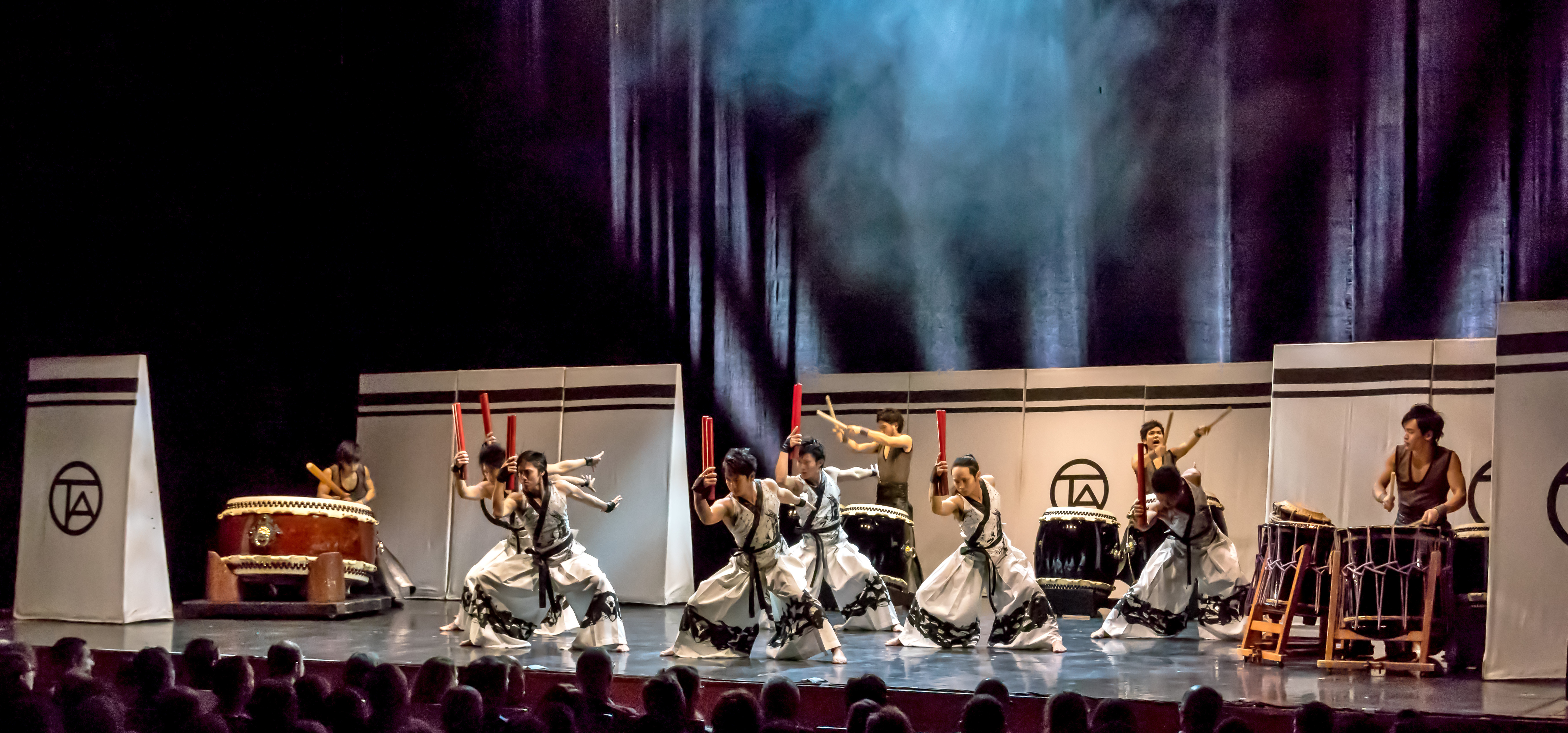
Drum Tao in Freiburg im Breisgau 2015

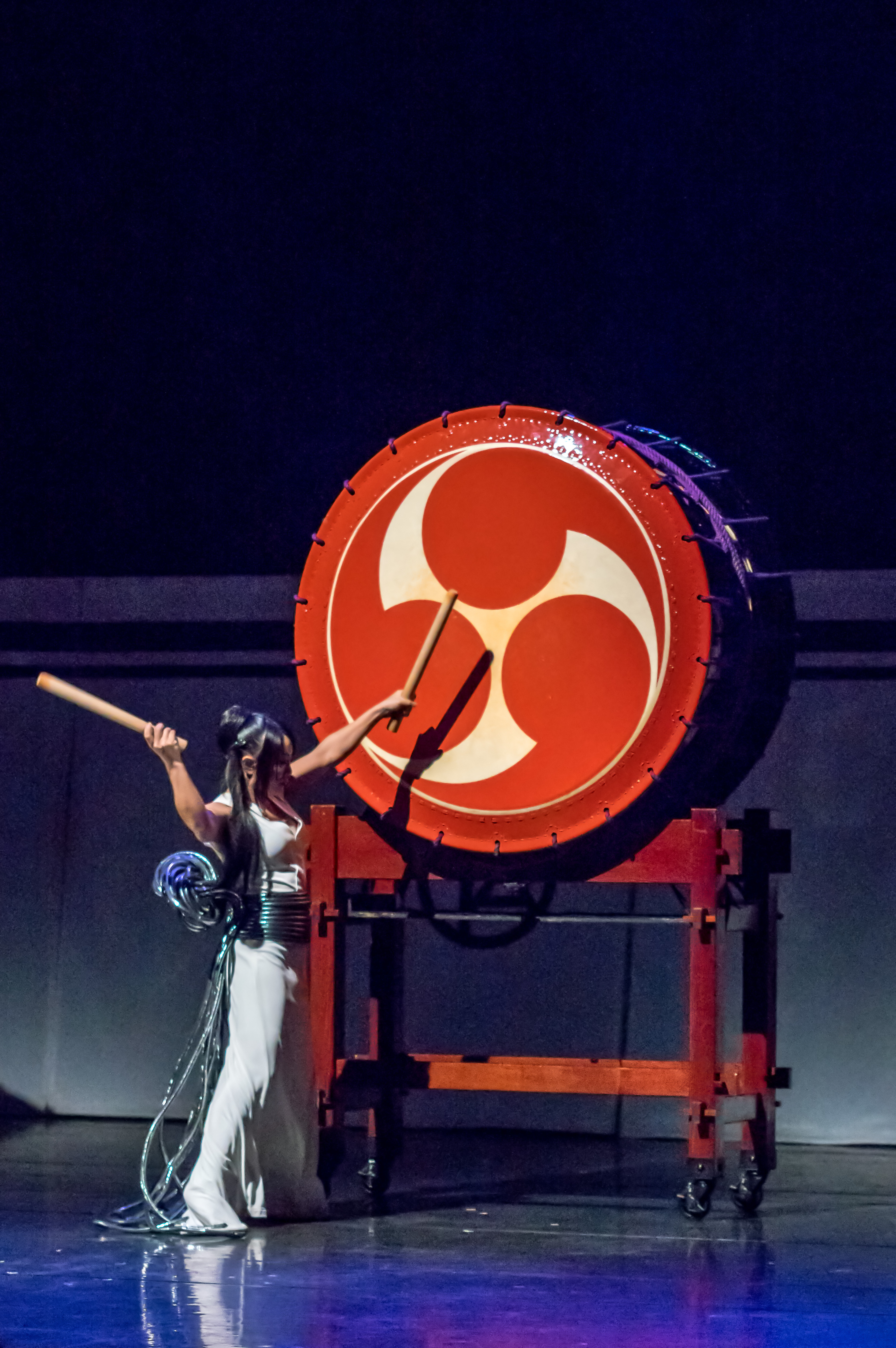
Die großen Trommeln

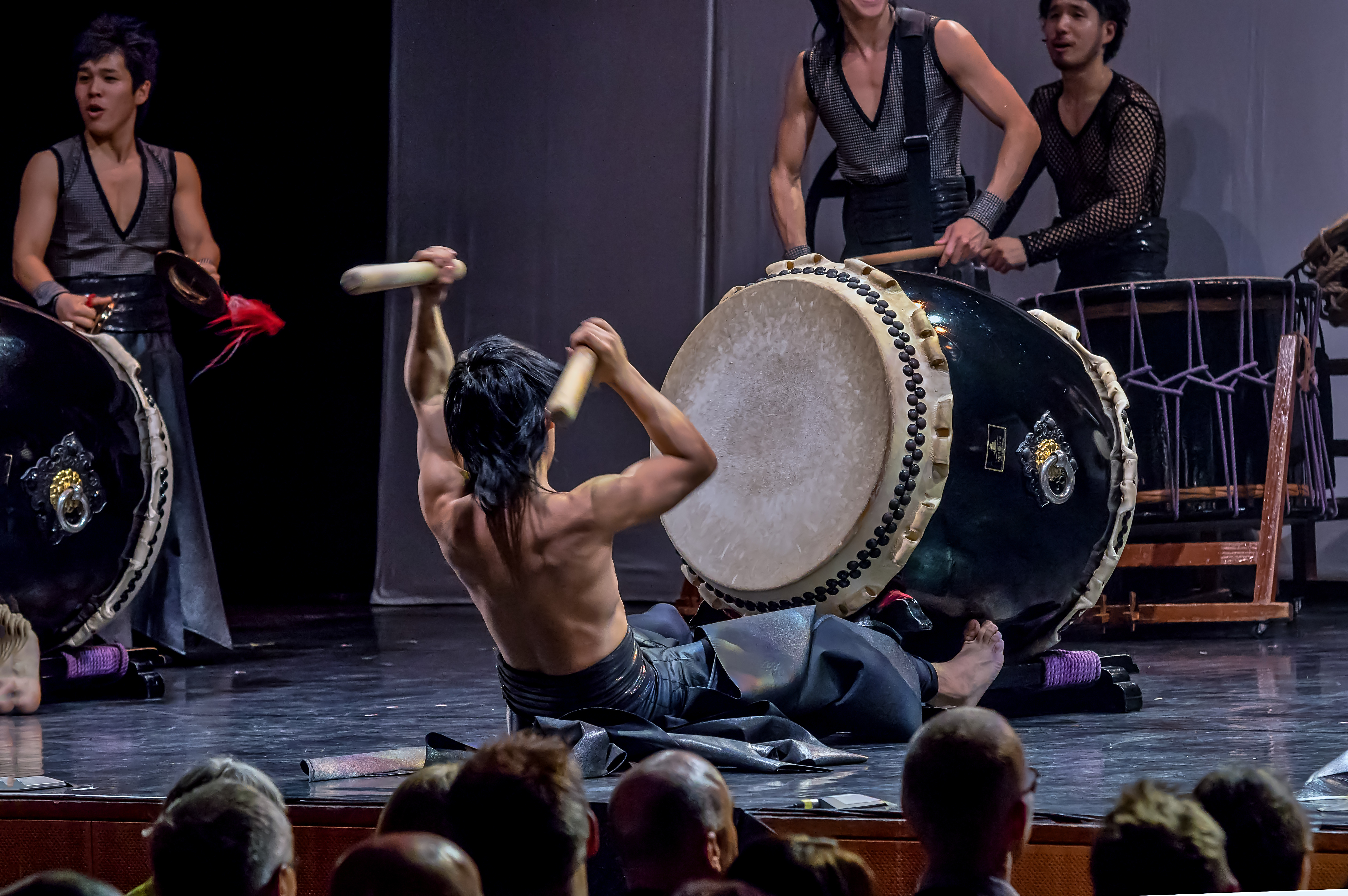

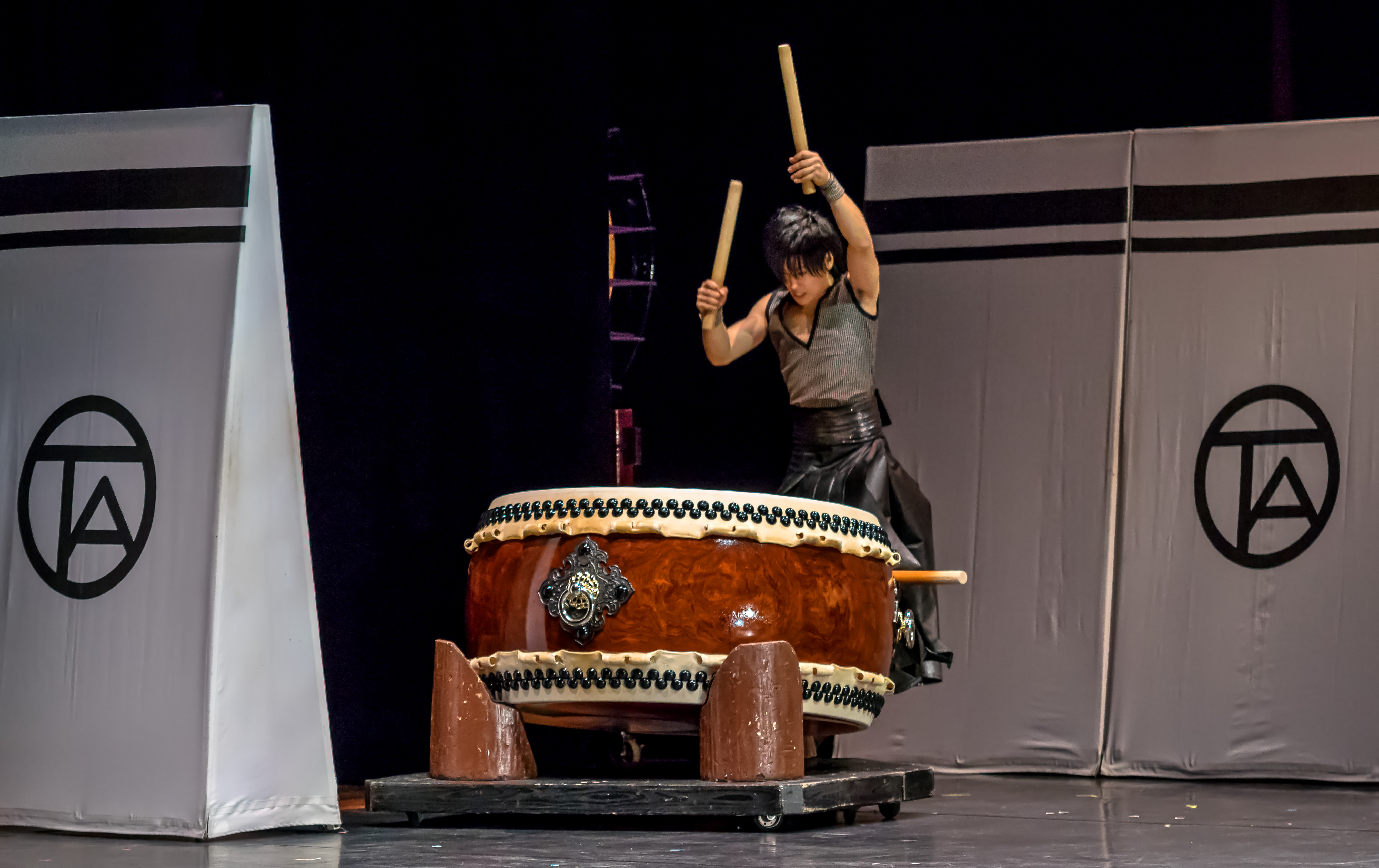

Drum Tao ist eine japanische Trommel- und Tanzgruppe, die 1993 in Komaki in der Präfektur Aichi von Ikuo Fujitaka gegründet wurde.

## Geschichte
1994 zog die Gruppe in das Hochland von Kujū auf der südlichsten Insel Kyūshū in der Nähe von Taketa in der Präfektur Ōita. Die Mitglieder bauten dort ihren Hauptsitz und Trainingszentrum für ihre Trommel- und Tanzarbeit auf. Sie benannten ihn Grandioso. Die Art ihrer Kunstvorführung braucht neben der musikalischen Leistung eine sehr hohe körperliche Leistungsfähigkeit, die sie sich in ihrem Trainingszentrum mit Halbmarathonläufen, Krafttraining und Kampfsporttraining gemeinsam erarbeiten. Auf diesem veranstalteten sie 2002 das internationale Musikfestival Beat of the Globe. Im Jahre 2004 und 2005 traten sie auf dem Edinburgh Festival Fringe auf. Seit 2003 touren sie international und treten regelmäßig auf allen Kontinenten auf, so tourten sie auch mehrfach in Deutschland, erstmals im Jahre 2006.

## Stil
Die Musik basiert auf den japanischen Traditionen, unter anderem der jahrhundertealten Wadaiko-Kunst, dem rhythmische Schlagen von Riesentrommeln, nimmt aber auch Anregungen aus koreanischen, maorischen und indonesischen Musikstilen auf. Es werden auch Anleihen in der Pop-Musik gemacht. Neben traditionellen Stücken komponieren sie die meisten Stücke selbst. Als Instrumente werden Taiko-Trommeln, Shinobue-Flöten, Marimbas und Koto-Zithern benutzt.

## Mitglieder
Die 20 Mitglieder der Gruppe (2015) sind:
Arishi Nishi (西 亜里沙),
Hiroaki Kishino (岸野 央明),
Takuya Era (江良 拓哉),
Shingo Kawahara (河原 シンゴ),
Kiyoko Aito (相戸 喜代子),
Yoshinori Suitō (水藤 義徳),
Maki Morifuji (森藤 麻記),
Hiroyasu Yanaka (谷中 宏康),
Tarō Harasaki (原崎 太郎),
Natsuko Kuroyanagi (黒柳 夏子),
Jun’ichi Haraguchi (原口 純一),
Atsuyoshi Honda (本田 篤芳),
Yasuaki Yamaguchi (山口 泰明),
Shohei Nakata (中田 勝平),
Keisuke Yamamoto (山本 啓介),
Hiroyasu Ikegoshi (生越 寛康),
Tatsunori Yamaguchi (山口 竜昇),
Yasuaki Ogino (荻野 靖晃),
Yuya Hayashi (林 祐矢) und
Saki Nakai (中井 沙紀).
Yoshinori Suito ist der Leiter des auftretenden Ensembles.

## Diskografie
- 2013: Drum Rock Seventeen Samurai
- 2013: Phoenix Akasaka Blitz Live
- 2013: Hinotori 〜 Phoenix 〜
- 2012: Canal City Theater Live CD
- 2010: Drum Tao Ethereal Beats Volume 2
- 2009: Drum Tao Ethereal Beats
- 2007: Japanese Drum Entertainment
- 2004: The Martial Art of Noise

## Konzerttouren
- 2003: Hawaii
- 2004: Edinburgh Festival Fringe (Schottland), Hawaii, Korea
- 2005: Edinburgh Festival Fringe (Schottland), Niederlande, Belgien, Israel, Neuseeland
- 2006: Deutschland, Schweiz, Italien, Australien, Neuseeland
- 2007: U.S.A., Niederlande, Belgien, Schweiz, Deutschland, Taiwan
- 2008: Schweiz, Spanien, Dänemark, Deutschland, Taiwan, Australien
- 2009: Vereinigtes Königreich, Schweiz, Deutschland, Österreich
- 2010: Kanada, U.S.A., Australien
- 2011: Schweiz, Deutschland, Singapur
- 2012: Kanada, U.S.A., Singapur, Philippinen, Malaysia
- 2013: Schweiz, Deutschland, Österreich
- 2014: Nordamerika
- 2015: Deutschland
- 2017: Europa (Deutschland, Österreich, Schweiz, Spanien)
- 2019: Deutschland
- 2023: Deutschland, Schweiz